# Vaggeryd
Vaggeryd ist ein Ort (tätort) in der schwedischen Provinz Jönköpings län und der historischen Provinz Småland.
Der Ort, der zur gleichnamigen Gemeinde gehört und einer der beiden Hauptorte ist, liegt etwa 30 Kilometer südlich von Jönköping an der Europastraße E4 und ist ein wichtiger Industrieort.
Vaggeryd hat einen Bahnhof an den Bahnstrecken Halmstad–Nässjö und Vaggeryd–Jönköping.
Vaggeryd besitzt auch eine Trabrennbahn.

## Persönlichkeiten
Yngve Ekström (1913–1988), Möbeldesigner, Holzschnitzer und Architekt